# Jahangira
Jahangira és una illa del Ganges, prop de Bhagalpur, districte de Bhagalpur, estat de Bihar, Índia, que destaca per les seves restes arqueològiques. Inclou un temple, un lingam i diverses escultures a la roca.